# Huaso (distrito)
Huaso é um distrito do Peru, departamento de La Libertad, localizada na província de Julcán.

## Transporte
O distrito de Huaso é servido pela seguinte rodovia:
- LI-121, que liga o distrito de Quiruvilca à cidade de Chao